# Венцеслав

Венцесла́в — мужское имя славянского происхождения. В средневековой Чехии — латинизированная форма имени Вацлав. Является заимствованием из польского Wieńczysław, или из болгарского Венцеслав как вольный перевод имени Стефан. Имеет соответствие с Вячеслав. Образовано от основ со значением венец + слава..